# Band-Maid
Band-Maid är ett japanskt rockband som grundades 2013. De har för närvarande ett kontrakt med Pony Canyon och deras senaste album Epic Narratives släpptes 2024.

## Bandmedlemmar

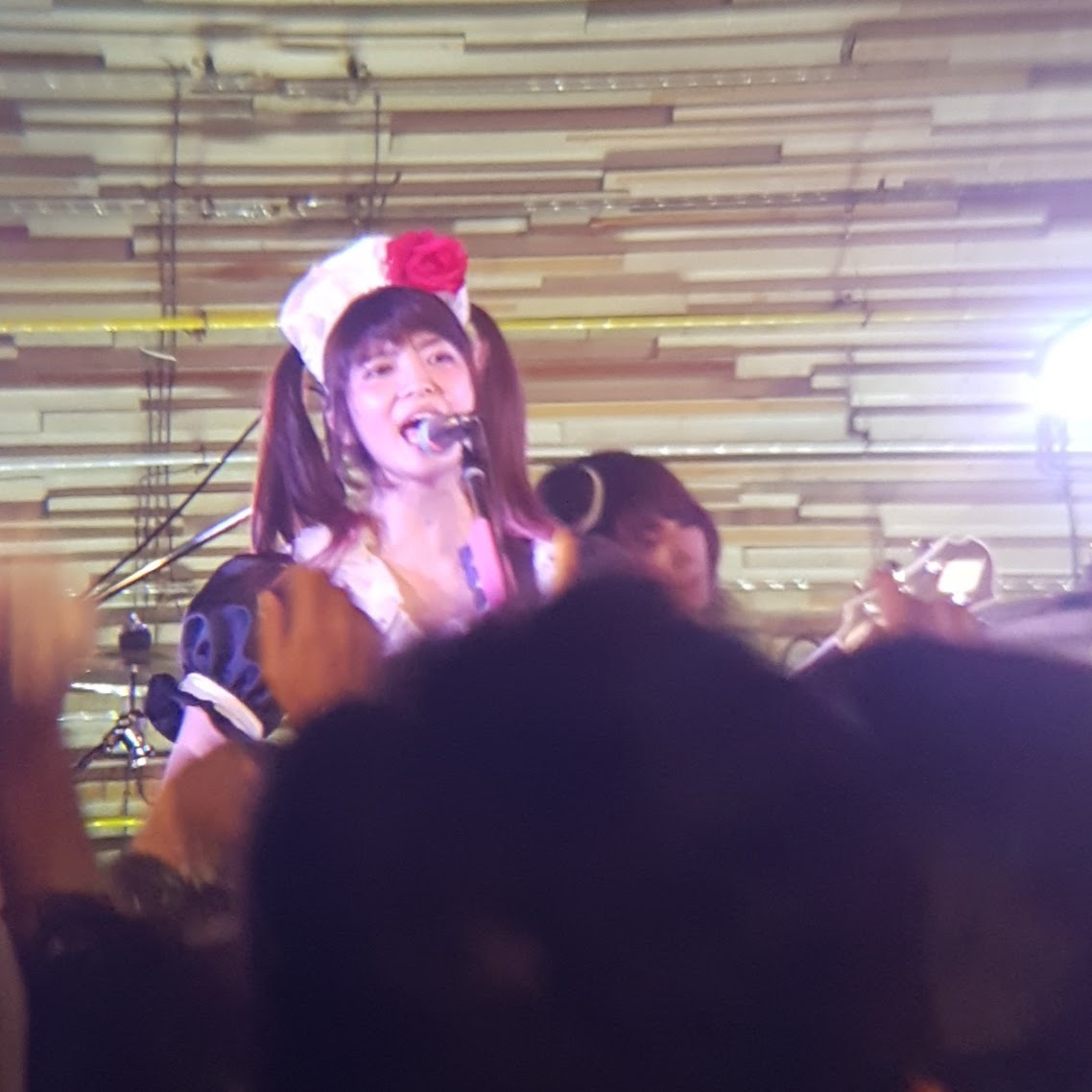
Miku Kobato (2017)

- Miku Kobato – rytmgitarr, sång (2013–nutid)
- Kanami Tōno – sologitarr (2013–nutid)
- Misa – basgitarr (2013–nutid)
- Akane Hirose – trummor (2013–nutid)
- Saiki Atsumi – sång (2013–nutid)

## Diskografi

### Studioalbum
- Maid in Japan, 2014
- New Beginning, 2015
- Brand New Maid, 2016
- Just Bring It, 2017
- World Domination, 2018
- Conqueror, 2019
- Unseen World, 2021
- Epic Narratives, 2024

### EP
- Band-Maiko, 2019
- Unleash, 2022

### Singlar
- Ai to Jōnetsu no Matador, 2014
- YOLO, 2016
- Daydreaming/Choose Me, 2017
- Start Over, 2018
- Glory, 2019
- Bubble, 2019
- Different, 2020
- Sense, 2021